# Ivan Hennagyijovics Bakanov
Ivan Hennagyijovics Bakanov (ukránul: Іван Геннадійович Баканов; Krivij Rih, 1975. május 2. –) ukrán politikus. 2019. augusztus 29-től 2022. július 17-ig az Ukrán Biztonsági Szolgálat (SZBU) elnöke volt.  Az Ukrán Nemzetbiztonsági és Védelmi Tanács (RNBOU) tagja 2019. május 31-től.
A Nép Szolgája párt elnöke volt 2017. december 2-től 2019. május 27-ig. 2019. május 22-től augusztusig az Ukrán Biztonsági Szolgálat első elnökhelyettese, és az SZBU Korrupció és Szervezett Bűnözés Elleni  Főosztályának vezetője.

## Életrajza
Krivij Rihben született. Volodimir Zelenszkij elnök gyermekkori barátja, akivel együtt tanult, majd később különböző projektekben is együtt dolgoztak, Kvartal–95 vezetője is volt.
Bakanov a kijevi Nemzeti Közgazdasági Egyetemen (1997) és a Munkaügyi, Társadalmi Kapcsolatok és Idegenforgalmi Akadémián (2006) tanult, jogász.

## Az SZBU pozíciójában elért eredmények
Bakanov SZBU elnökként töltött ideje alatt a szolgálat számos jelentős műveletet hajtott végre.
Például sikerült elfogni egy, az Iszlám Államhoz kapcsolódó terrorszervezet egyik kulcsfiguráját, aki addig Ukrajnában bujkált.
Az ukrán biztonsági szolgálat számos korrupciós rendszert fedezett fel, amely több száz millió dolláros kárt okozott az államnak, beleértve a védelmi szférát is. 50 magas rangú tisztviselőt ítéltek el, több mint 150-et gyanúsítottak.
Ezenkívül az SZBU fogva tartotta Ukrajna történetének legnagyobb pártját a dohánycsempészetnek, amelynek értéke meghaladja a 120 millió UAH-t.
A biztonsági szolgálat nagyobb figyelmet fordít a nemzetbiztonsági kérdésekre, a kémelhárításra, szisztematikusan végez különleges műveleteket Kelet-Ukrajnában, hogy ellensúlyozza az orosz hackerek tevékenységét.
Ivan Bakanov kijelentette, hogy a SZBU -nak hatékonyabbá kell válnia – nem csak a következményekkel kell szembenéznie, hanem a kezdeti  fenyegetéseket is semlegesítenie kell..
Iván Bakanov vezetésével az ukrán biztonsági szolgálatról szóló új törvénytervezet is erre irányul. A Legfelsőbb Tanács  várhatóan 2020 tavaszán fogadja el. 
2022. július 17-én Volodimir Zelenszkij elnök felmentette az SZBU elnöki tisztségéből.

## Katonai rendfokozata
Hadnagy – 2019. május végén kapta meg a rendfokozatot, hogy hozzáférjen a minősített információkhoz.
Bakanov kijelentette, hogy nem pályázik magasabb katonai rendfokozatokra.

## Magánélete
Nős. Felesége – Okszana Lazarenko, fia – Artur 2018-ban végzett a kijevi Nemzeti Gazdaságtudományi Egyetemen.